# Andrea Doria (admiraal)

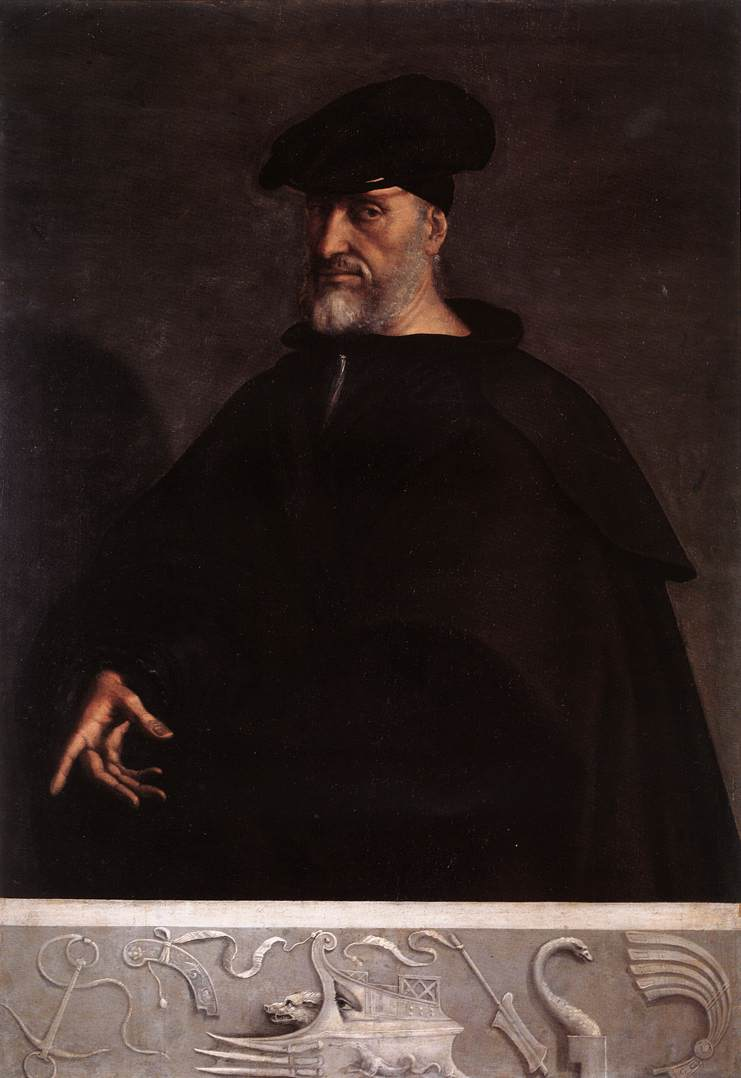
Portret van Andrea Doria, door Sebastiano del Piombo.

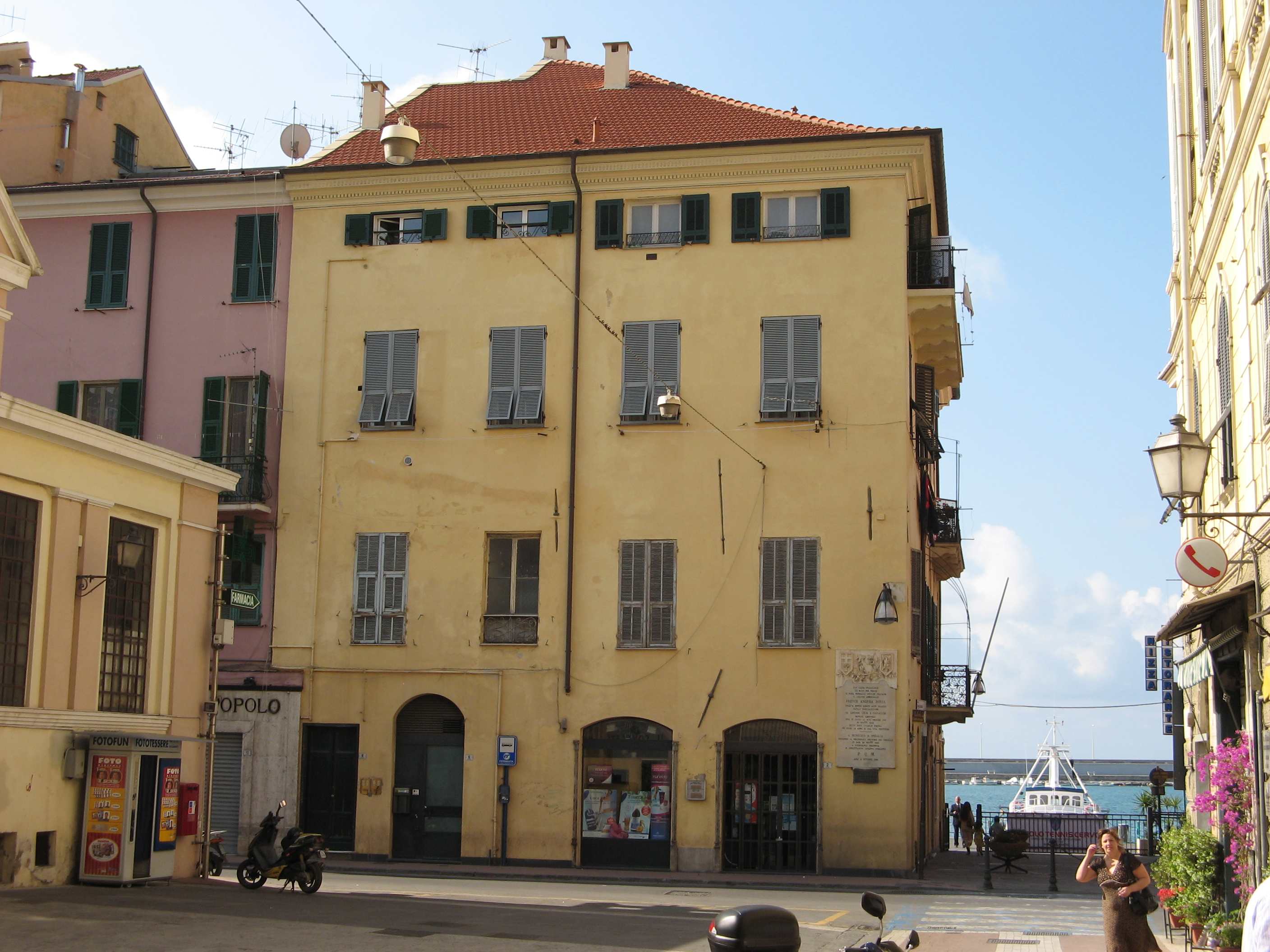
Geboortehuis van Andrea Doria in Oneglia

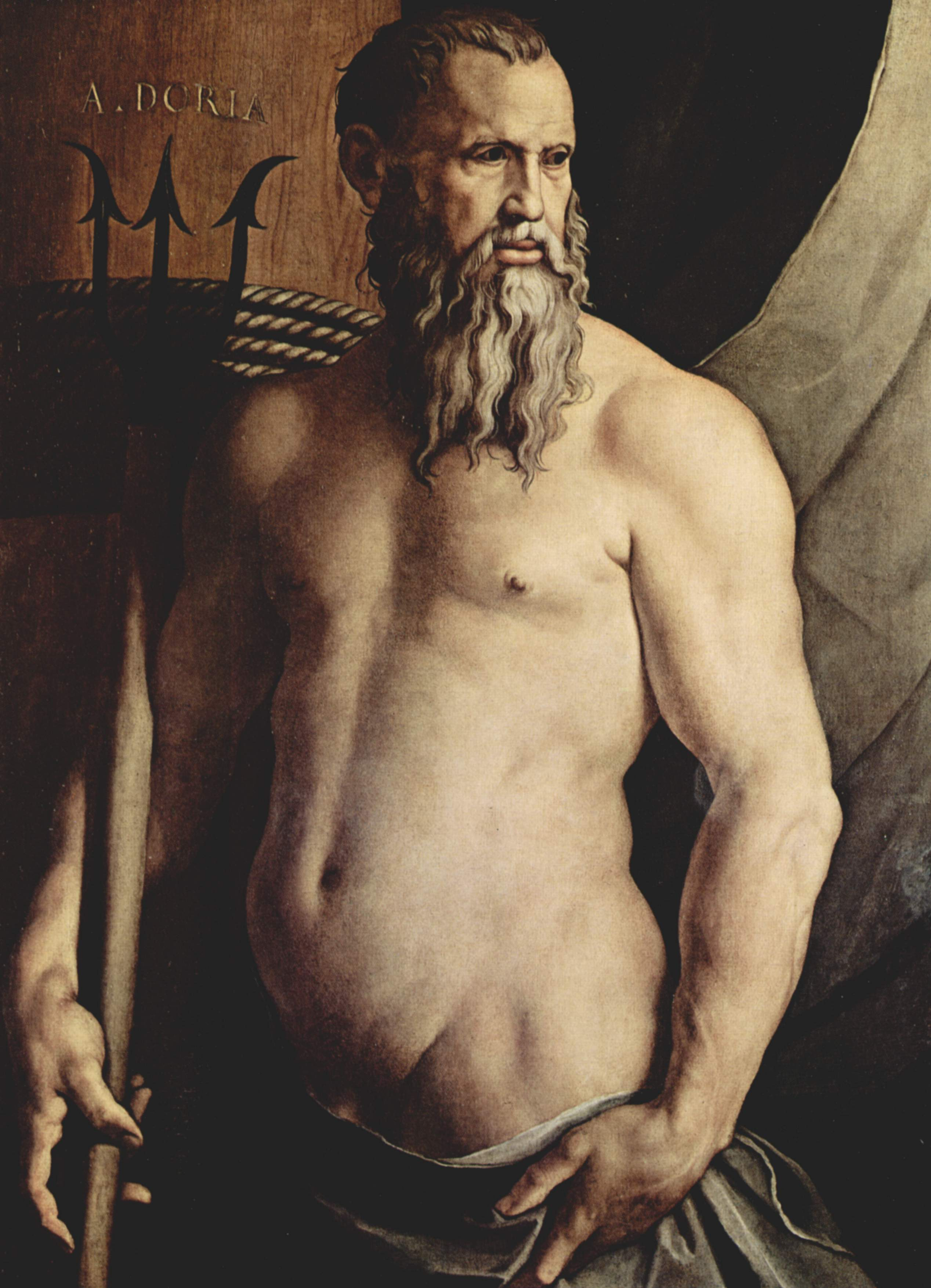
Portret van Andrea Doria als Neptunus, door Agnolo Bronzino

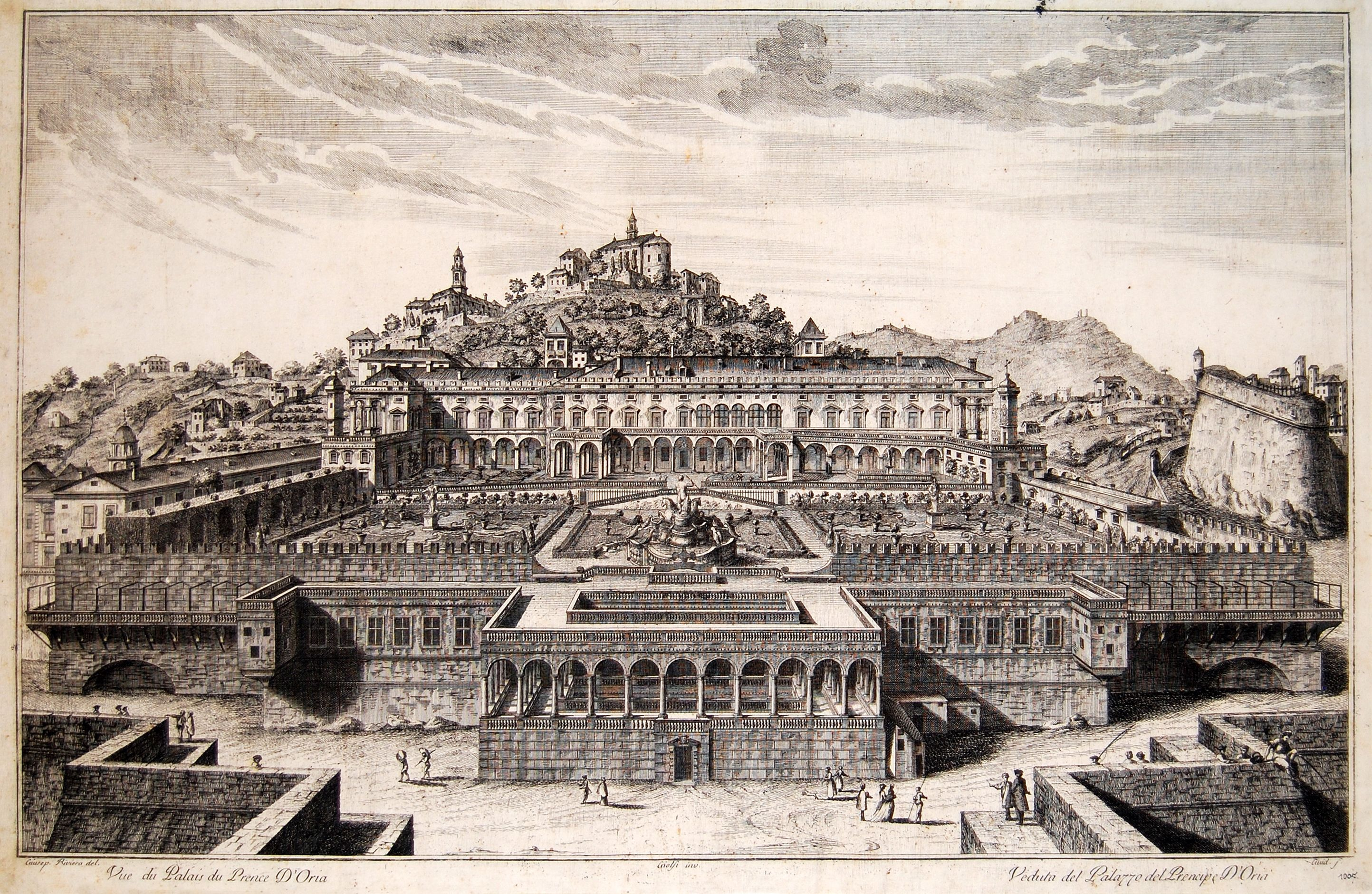
Het Palazzo del Principe in Genua in de zestiende eeuw, toen het door Andrea Doria werd bewoond.

Andrea Doria of D'Oria (Oneglia, 30 november 1466 – Genua, 25 november 1560) was een Genuese condottiere, admiraal en politicus. 
In Genua wordt hij geëerd als Vader des vaderlands wegens zijn aandeel in het tot stand komen van de Genuese onafhankelijkheid in 1528. 
Zijn villa in Genua, Villa del Principe, wordt beschouwd als een van de meesterwerken van de Italiaanse Renaissance.

## Biografie

### Afkomst en vroege carrière
Doria werd geboren in Oneglia uit een oude Genuese familie, de Doria di Oneglia-tak van de oude Doria, de Oria of de Auria familie. Zijn ouders waren aan elkaar verwant: Ceva Doria van de Oneglia-tak en Caracosa Doria van de Doria di Dolceacqua-tak. Hij werd wees op vroege leeftijd en werd huursoldaat, eerst in de pauselijke garde en daarna voor diverse Italiaanse vorsten. In 1503 kreeg hij het bevel over de Genuese strijdmacht die was uitgezonden om een opstand op Corsica te onderdrukken.
In 1512 nam hij deel aan de opstand van Genua, op dat ogenblik een vazalstaat van Frankrijk, tegen zijn leenheer. Hij dwong daarbij het Franse garnizoen om de stad te verlaten. Vanaf dat moment werd hij beroemd als admiraal van de vloot. Jarenlang voer hij over de Middellandse Zee als admiraal van de vloot, strijdend tegen de Turken en de Barbarijse zeerovers.
Ondertussen was Genua na de Slag bij Marignano (1515) weer onder Franse invloed gekomen. Na de Slag van Bicocca (1522) werd Genua ingenomen en geplunderd door het keizerlijke leger van Karel V. Doria voegde zich daarop bij de Fransgezinde partij en trad in dienst van koning Frans I, die hem benoemde tot kapitein-generaal van de Franse galeien. In 1524 ontzette hij Marseille, dat belegerd werd door de keizerlijken, en hielp de Franse macht in zijn geboortestad te herstellen. 
Doria raakte echter in conflict met hertog Montmorency, die de zaken van de in Pavia gevangengenomen koning Frans beheerde. Hij ging vervolgens in dienst van paus Clemens VII.

### Genuese onafhankelijkheid
Na het uitbreken van de Oorlog van de Liga van Cognac raakte Doria getroebleerd met koning Frans over de betaling van zijn gage. Bovendien was de Franse koning, in weerwil van eerdere beloften, niet geneigd Savona af te staan aan de Genuese Republiek. Na het aflopen van zijn contract met de Franse koning ging hij onmiddellijk in dienst van keizer Karel V (1528). Doria beval de Genuese vloot, die Napels samen met de Fransen blokkeerde, om terug te trekken. Vervolgens trok hij naar Genua, waar hij de Fransen verjoeg en een nieuw bewind vestigde onder keizerlijke bescherming. Hij weigerde de heerschappij over de stad die hem werd aangeboden. In de plaats daarvan werd de grondwet van Genua herschreven: de republiek werd hervormd tot een aristocratische oligarchie, gedomineerd door adellijke en niet-adellijke families. Doria richtte hiertoe de Grote Raad en Kleine Raad op, die de doge moesten kiezen. De doge werd niet langer levenslang, maar nog slechts voor twee jaar verkozen. 
Zelf weigerde Doria het dogeschap en stelde hij zich tevreden met de functie van "eeuwig censor". Hij kreeg daarop de eretitel Liberator et Pater Patriae en twee prestigieuze palazzi in de stad.

### Keizerlijk admiraal
Als keizerlijk admiraal voerde Doria het bevel over meerdere expedities tegen het Ottomaanse Rijk, waarbij Koroni en Patras werden veroverd. Sultan Süleyman I nam als reactie hierop de zeerover Khair ad Din in dienst, die het strategisch gelegen Tunis veroverde op de Hafsiden. Andrea Doria kreeg hierop het bevel over een expeditie, waar keizer Karel zelf aan deelnam, die in 1535 de stad innam.
Doria had het commando over de gecombineerde vloot van de Heilige Liga tegen het Ottomaanse Rijk, die werd verslagen door Khair ad Din in de zeeslag bij Preveza (1538). Drie jaar later begeleidde hij de keizer bij diens vergeefse aanval op Algiers.

### Einde loopbaan
Na de Vrede van Crépy (1544) hoopte Doria zijn dagen in rust te slijten. Zijn grote rijkdom en macht en de arrogantie van zijn neef en erfgenaam Giannetino Doria bezorgden hem de afgunst en vijandigheid van vele rivalen. De Fieschi's sloten een samenzwering waarbij Gianettino werd gedood, maar Andrea ontsnapte. Er volgden nog meer samenzweringen, maar Doria wist zich steeds te handhaven en wreekte zich bloedig op de samenzweerders. 
Doria verzette zich met succes tegen de plannen van keizer Karel om in Genua een citadel  te bouwen en daar een Spaans garnizoen onder te brengen, waardoor de Genuese onafhankelijkheid feitelijk zou eindigen. Tot op hoge leeftijd bleef hij actief in zijn strijd tegen de Barbarijse zeerovers, maar zonder veel succes: de Spaans-Italiaanse vloot werd in 1552 verslagen door Turgut Reis. In 1554 voer hij opnieuw uit naar Corsica, om het te heroveren nadat het door een Franse invasie was bezet. Het volgende jaar was hij echter te zwak geworden en keerde hij definitief terug naar zijn geboortestad.
Hij werd opgevolgd door zijn kleinneef Giovanni Andrea Doria.

## Eerbewijzen
Keizer Karel verleende aan Andrea Doria in 1531 de titel prins van Melfi en de bijhorende heerlijkheid Melfi. Hetzelfde jaar werd hij lid van de Orde van het Gulden Vlies.
Naar hem werden meerdere Italiaanse maar ook Amerikaanse schepen genoemd, waaronder de Andrea Doria (1964-1991). De Genuese voetbalclub SG Andrea Doria (vandaag Sampdoria Genua) werd naar hem genoemd.

#### Voetnoten
1. ↑  Guida d'Italia, Liguria. Touring Club Italiano (2009), pp. 171-173.
2. ↑  Catalogo delle ville genovesi. Italia Nostra, Genoa (1967), pp. 79-97.